# Song to Woody
Song to Woody — одна із двох авторських пісень із дебютного альбому Боба Ділана. В даній роботі автор виражає свою вдячність легенді фолк-музики Вуді Гатрі. Мелодія пісні основана на роботі Гатрі «1913 Massacre». В пісні також присутні посилання на виконавців, яких Ділан високо цінував (Сіско Х'юстон, Сонні Террі та Лід Беллі). У рядку «that come with the dust and are gone with the wind» Ділан цитує рядок «we come with the dust and we go with the wind» пісні Гатрі «Pastures of Plenty».
Концертна версія «Song to Woody» була записана під час Santa Cruz Civic Auditorium у місті Санта-Круз, Каліфорнія 16 березня 2000 року та видана як сингл на CD «Things Have Changed» того ж року.
Dan Bern посилається на «Song to Woody» у своїй пісні «Talkin' Woody, Bob, Bruce & Dan Blues» із альбому Smartie Mine.
Девід Боуї також робить посилання на цю пісню у своєму триб'юті «Song for Bob Dylan», який починається із слів «А тепер почуй це, Роберте Цімерман, я написав цю пісню для тебе» (англ. «Now hear this, Robert Zimmerman, I wrote this song for you»), відображаючи таким чином слова Боба Ділана «Хей, хей Вуді Гатрі, Я написав цю пісню для тебе (англ. Hey, hey Woody Guthrie, I wrote you a song»).
Frank Turner у своїй пісні «Pass it Along» також звертається до Ділана із словами "Хей, містере Ділан, у мене є для вас написана пісня (англ. «Hey, hey Mr Dylan, I have written you a song.»). Вперше ця пісня була оприлюднена у його EP Rock & Roll і опісля була офіційно представлена у компіляції The Second Three Years із кавером на «Song to Woody» із назвою «Song to Bob» та певними текстовими корегуваннями.